# Барашки
Бара́шки (каз. Барашки) — село у складі Шемонаїхинського району Східноказахстанської області Казахстану. Входить до складу Первомайської селищної адміністрації.
Населення — 343 особи (2021; 597 у 2009, 667 у 1999, 838 у 1989).
Національний склад станом на 1989 рік:
- росіяни — 63 %
- казахи — 23 %